# Polo aquático nos Jogos Olímpicos de Verão de 2020 - Feminino
O torneio feminino de polo aquático nos Jogos Olímpicos de Verão de 2020 foi realizado entre 24 de julho e 7 de agosto de 2021 no Centro Internacional de Natação Tokyo Tatsumi, em Tóquio.
Originalmente programado para 2020, em 24 de março daquele ano as Olimpíadas foram adiadas para 2021 devido à pandemia de COVID-19. Pela mesma razão todas as partidas foram realizadas com os portões fechados.
Os Estados Unidos conquistaram sua terceira medalha de ouro consecutiva e geral após uma vitória nas finais sobre a Espanha, enquanto a Hungria conquistou a medalha de bronze.

## Medalhistas
|  | USA Estados Unidos |  | ESP Espanha |  | HUN Hungria |
|  | Rachel Fattal Aria Fischer Makenzie Fischer Kaleigh Gilchrist Stephania Haralabidis Paige Hauschild Ashleigh Johnson Amanda Longan Maddie Musselman Jamie Neushul Melissa Seidemann Maggie Steffens Alys Williams |  | Marta Bach Anni Espar Clara Espar Laura Ester Judith Forca Maica García Irene González Paula Leitón Beatriz Ortiz Pilar Peña Elena Ruiz Elena Sánchez Roser Tarragó |  | Edina Gangl Krisztina Garda Gréta Gurisatti Anikó Gyöngyössy Anna Illés Rita Keszthelyi Dóra Leimeter Alda Magyari Rebecca Parkes Nataša Rybanská Dorottya Szilágyi Gabriella Szűcs Vanda Vályi |

## Calendário
| G | Fase de grupos | QF | Quartas de final | SF | Semifinais | B | Disputa pelo bronze | F | Final |

| DataEvento       | Sáb 24 jul | Dom 25 jul | Seg 26 jul | Ter 27 jul | Qua 28 jul | Qui 29 jul | Sex 30 jul | Sáb 31 jul | Dom 1 ago | Seg 2 ago | Ter 3 ago | Qua 4 ago | Qui 5 ago | Sex 6 ago | Sáb 7 ago | Sáb 7 ago | Dom 8 ago | Dom 8 ago |
| ---------------- | ---------- | ---------- | ---------- | ---------- | ---------- | ---------- | ---------- | ---------- | --------- | --------- | --------- | --------- | --------- | --------- | --------- | --------- | --------- | --------- |
| Torneio feminino | G          |            | G          |            | G          |            | G          |            | G         |           | QF        |           | SF        |           | B         | F         |           |           |

## Qualificação
Dez equipes se classificaram para o torneio feminino de polo aquático:
| Método                       | Data                       | Local         | Vagas | Classificado            |
| ---------------------------- | -------------------------- | ------------- | ----- | ----------------------- |
| País-sede                    | —                          | —             | 1     | Japão                   |
| Jogos Asiáticos de 2018      | 16–21 de agosto de 2018    | Indonésia     | 1     | China                   |
| Liga Mundial de 2019         | 4–9 de junho de 2019       | Hungria       | 1     | Estados Unidos          |
| Campeonato Mundial de 2019   | 14–26 de julho de 2019     | Coreia do Sul | 1     | Espanha                 |
| Jogos Pan-Americanos de 2019 | 4–10 de agosto de 2019     | Peru          | 1     | Canadá                  |
| Campeonato Europeu de 2020   | 12–25 de janeiro de 2020   | Hungria       | 1     | Rússia                  |
| Indicado da África           | —                          | —             | 1     | África do Sul           |
| Indicado da Oceania          | —                          | —             | 1     | Austrália               |
| Pré-Olímpico Mundial de 2020 | 19–24 de fevereiro de 2021 | Itália        | 2     | Hungria · Países Baixos |
| Total                        |                            |               | 10    |                         |

- Notas:

1. ↑  A Rússia não pode competir usando seu nome e bandeira devido a uma sanção imposta pelo Comitê Olímpico Internacional por violações de doping.[7]

## Formato
As dez equipes foram divididas em dois grupos para uma fase inicial. Cada uma joga contra todas as demais equipes do grupo, totalizando quatro partidas. As quatro primeiras colocadas de cada grupo avançam para a fase eliminatória, enquanto a quinta é eliminada. A fase eliminatória começa com as quartas de final e os vencedores avançam para as semifinais, enquanto os perdedores das quartas de final disputam a classificação do quinto ao oitavo lugar. Os dois vencedores das semifinais disputam a medalha de ouro, enquanto os dois perdedores disputam o bronze.

## Fase de grupos
A tabela de jogos e a composição dos grupos foi anunciada em 9 de março de 2021.
Todas as partidas seguem o fuso horário local (UTC+9).

### Grupo A
| Pos | Equipe        | Pts | J | V | E | D | GP | GC | SG  | Classificado     |
| --- | ------------- | --- | - | - | - | - | -- | -- | --- | ---------------- |
| 1   | Espanha       | 6   | 4 | 3 | 0 | 1 | 71 | 37 | +34 | Quartas de final |
| 2   | Austrália     | 6   | 4 | 3 | 0 | 1 | 46 | 33 | +13 | Quartas de final |
| 3   | Países Baixos | 6   | 4 | 3 | 0 | 1 | 75 | 41 | +34 | Quartas de final |
| 4   | Canadá        | 2   | 4 | 1 | 0 | 3 | 48 | 39 | +9  | Quartas de final |
| 5   | África do Sul | 0   | 4 | 0 | 0 | 4 | 7  | 97 | −90 |                  |

1. 1 2 3  Espanha 2 Pts, +5 SG; Países Baixos 2 Pts, −2 SG; Austrália 2 Pts, −3 SG. Espanha primeira colocada e depois disso o confronto direto entre Austrália e Países Baixos (15–12) entrou em vigor.

| 24 de julho de 2021 15:30 | Relatório | Canadá                                     | 5–8  | Austrália  | Centro Internacional de Natação Tokyo Tatsumi Árbitros: USA Michael Goldenberg HUN György Kun |
| 24 de julho de 2021 15:30 | Relatório | Pontuação por períodos: 1–1, 2–4, 1–2, 1–1 |      |            | Centro Internacional de Natação Tokyo Tatsumi Árbitros: USA Michael Goldenberg HUN György Kun |
| 24 de julho de 2021 15:30 | Relatório | Eggens 3                                   | Gols | Halligan 3 | Centro Internacional de Natação Tokyo Tatsumi Árbitros: USA Michael Goldenberg HUN György Kun |

| 24 de julho de 2021 18:20 | Relatório | África do Sul                               | 4–29 | Espanha | Centro Internacional de Natação Tokyo Tatsumi Árbitros: JPN Asumi Tsuzaki SUI Ursula Wengenroth |
| 24 de julho de 2021 18:20 | Relatório | Pontuação por períodos: 2–5, 1–9, 1–5, 0–10 |      |         | Centro Internacional de Natação Tokyo Tatsumi Árbitros: JPN Asumi Tsuzaki SUI Ursula Wengenroth |
| 24 de julho de 2021 18:20 | Relatório | Wedderburn 2                                | Gols | Ruiz 5  | Centro Internacional de Natação Tokyo Tatsumi Árbitros: JPN Asumi Tsuzaki SUI Ursula Wengenroth |

| 26 de julho de 2021 18:20 | Relatório | Austrália                                  | 15–12 | Países Baixos      | Centro Internacional de Natação Tokyo Tatsumi Árbitros: ROU Adrian Alexandrescu RUS Arkadii Voevodin |
| 26 de julho de 2021 18:20 | Relatório | Pontuação por períodos: 3–3, 2–5, 5–2, 5–2 |       |                    | Centro Internacional de Natação Tokyo Tatsumi Árbitros: ROU Adrian Alexandrescu RUS Arkadii Voevodin |
| 26 de julho de 2021 18:20 | Relatório | três jogadoras 3                           | Gols  | quatro jogadoras 2 | Centro Internacional de Natação Tokyo Tatsumi Árbitros: ROU Adrian Alexandrescu RUS Arkadii Voevodin |

| 26 de julho de 2021 19:50 | Relatório | Espanha                                    | 14–10 | Canadá         | Centro Internacional de Natação Tokyo Tatsumi Árbitros: GRE Georgios Stavridis CRO Nenad Periš |
| 26 de julho de 2021 19:50 | Relatório | Pontuação por períodos: 4–2, 2–2, 3–2, 5–3 |       |                | Centro Internacional de Natação Tokyo Tatsumi Árbitros: GRE Georgios Stavridis CRO Nenad Periš |
| 26 de julho de 2021 19:50 | Relatório | Ortiz 4                                    | Gols  | Lemay-Lavoie 3 | Centro Internacional de Natação Tokyo Tatsumi Árbitros: GRE Georgios Stavridis CRO Nenad Periš |

| 28 de julho de 2021 15:30 | Relatório | Canadá                                     | 21–1 | África do Sul | Centro Internacional de Natação Tokyo Tatsumi Árbitros: JPN Asumi Tsuzaki NZL John Waldow |
| 28 de julho de 2021 15:30 | Relatório | Pontuação por períodos: 5–1, 4–0, 4–0, 8–0 |      |               | Centro Internacional de Natação Tokyo Tatsumi Árbitros: JPN Asumi Tsuzaki NZL John Waldow |
| 28 de julho de 2021 15:30 | Relatório | Sohi 4                                     | Gols | Moir 1        | Centro Internacional de Natação Tokyo Tatsumi Árbitros: JPN Asumi Tsuzaki NZL John Waldow |

| 28 de julho de 2021 19:50 | Relatório | Países Baixos                              | 14–13 | Espanha    | Centro Internacional de Natação Tokyo Tatsumi Árbitros: FRA Sébastien Dervieux USA Michael Goldenberg |
| 28 de julho de 2021 19:50 | Relatório | Pontuação por períodos: 2–3, 3–2, 3–2, 6–6 |       |            | Centro Internacional de Natação Tokyo Tatsumi Árbitros: FRA Sébastien Dervieux USA Michael Goldenberg |
| 28 de julho de 2021 19:50 | Relatório | Van de Kraats 6                            | Gols  | A. Espar 4 | Centro Internacional de Natação Tokyo Tatsumi Árbitros: FRA Sébastien Dervieux USA Michael Goldenberg |

| 30 de julho de 2021 14:00 | Relatório | África do Sul                              | 1–33 | Países Baixos | Centro Internacional de Natação Tokyo Tatsumi Árbitros: AUS Nicola Johnson SUI Ursula Wengenroth |
| 30 de julho de 2021 14:00 | Relatório | Pontuação por períodos: 0–7, 0–9, 1–9, 0–8 |      |               | Centro Internacional de Natação Tokyo Tatsumi Árbitros: AUS Nicola Johnson SUI Ursula Wengenroth |
| 30 de julho de 2021 14:00 | Relatório | Wedderburn 1                               | Gols | Keuning 6     | Centro Internacional de Natação Tokyo Tatsumi Árbitros: AUS Nicola Johnson SUI Ursula Wengenroth |

| 30 de julho de 2021 19:50 | Relatório | Espanha                                    | 15–9 | Austrália         | Centro Internacional de Natação Tokyo Tatsumi Árbitros: FRA Sébastien Dervieux RUS Arkadii Voevodin |
| 30 de julho de 2021 19:50 | Relatório | Pontuação por períodos: 3–3, 4–3, 4–1, 4–2 |      |                   | Centro Internacional de Natação Tokyo Tatsumi Árbitros: FRA Sébastien Dervieux RUS Arkadii Voevodin |
| 30 de julho de 2021 19:50 | Relatório | Ortiz 5                                    | Gols | Kearns, Webster 2 | Centro Internacional de Natação Tokyo Tatsumi Árbitros: FRA Sébastien Dervieux RUS Arkadii Voevodin |

| 1 de agosto de 2021 15:30 | Relatório | Países Baixos                              | 16–12 | Canadá      | Centro Internacional de Natação Tokyo Tatsumi Árbitros: ITA Alessandro Severo CRO Nenad Periš |
| 1 de agosto de 2021 15:30 | Relatório | Pontuação por períodos: 4–4, 4–3, 3–2, 5–3 |       |             | Centro Internacional de Natação Tokyo Tatsumi Árbitros: ITA Alessandro Severo CRO Nenad Periš |
| 1 de agosto de 2021 15:30 | Relatório | Van de Kraats 6                            | Gols  | Christmas 4 | Centro Internacional de Natação Tokyo Tatsumi Árbitros: ITA Alessandro Severo CRO Nenad Periš |

| 1 de agosto de 2021 19:50 | Relatório | Austrália                                  | 14–1 | África do Sul | Centro Internacional de Natação Tokyo Tatsumi Árbitros: URU Daniel Daners SGP Jeremy Cheng |
| 1 de agosto de 2021 19:50 | Relatório | Pontuação por períodos: 1–0, 6–1, 4–0, 3–0 |      |               | Centro Internacional de Natação Tokyo Tatsumi Árbitros: URU Daniel Daners SGP Jeremy Cheng |
| 1 de agosto de 2021 19:50 | Relatório | cinco jogadoras 2                          | Gols | Vaughn 4      | Centro Internacional de Natação Tokyo Tatsumi Árbitros: URU Daniel Daners SGP Jeremy Cheng |

### Grupo B
| Pos | Equipe         | Pts | J | V | E | D | GP | GC | SG  | Classificado     |
| --- | -------------- | --- | - | - | - | - | -- | -- | --- | ---------------- |
| 1   | Estados Unidos | 6   | 4 | 3 | 0 | 1 | 64 | 26 | +38 | Quartas de final |
| 2   | Hungria        | 5   | 4 | 2 | 1 | 1 | 46 | 43 | +3  | Quartas de final |
| 3   | ROC            | 5   | 4 | 2 | 1 | 1 | 53 | 61 | −8  | Quartas de final |
| 4   | China          | 4   | 4 | 2 | 0 | 2 | 51 | 50 | +1  | Quartas de final |
| 5   | Japão          | 0   | 4 | 0 | 0 | 4 | 44 | 78 | −34 |                  |

1. 1 2  ROC 10–10 Hungria

| 24 de julho de 2021 14:00 | Relatório | Japão                                      | 4–25 | Estados Unidos          | Centro Internacional de Natação Tokyo Tatsumi Árbitros: ARG Germán Moller AUS Nicola Johnson |
| 24 de julho de 2021 14:00 | Relatório | Pontuação por períodos: 3–8, 0–6, 1–7, 0–4 |      |                         | Centro Internacional de Natação Tokyo Tatsumi Árbitros: ARG Germán Moller AUS Nicola Johnson |
| 24 de julho de 2021 14:00 | Relatório | Koide 2                                    | Gols | Haralabidis, Steffens 3 | Centro Internacional de Natação Tokyo Tatsumi Árbitros: ARG Germán Moller AUS Nicola Johnson |

| 24 de julho de 2021 19:50 | Relatório | China                                      | 17–18 | ROC          | Centro Internacional de Natação Tokyo Tatsumi Árbitros: CAN Marie-Claude Deslières NED Michiel Zwart |
| 24 de julho de 2021 19:50 | Relatório | Pontuação por períodos: 6–5, 4–4, 4–5, 3–4 |       |              | Centro Internacional de Natação Tokyo Tatsumi Árbitros: CAN Marie-Claude Deslières NED Michiel Zwart |
| 24 de julho de 2021 19:50 | Relatório | Wang X. 4                                  | Gols  | Prokofyeva 4 | Centro Internacional de Natação Tokyo Tatsumi Árbitros: CAN Marie-Claude Deslières NED Michiel Zwart |

| 26 de julho de 2021 14:00 | Relatório | Estados Unidos                             | 12–7 | China               | Centro Internacional de Natação Tokyo Tatsumi Árbitros: ITA Alessandro Severo RSA Dion Willis |
| 26 de julho de 2021 14:00 | Relatório | Pontuação por períodos: 4–4, 2–2, 3–0, 3–1 |      |                     | Centro Internacional de Natação Tokyo Tatsumi Árbitros: ITA Alessandro Severo RSA Dion Willis |
| 26 de julho de 2021 14:00 | Relatório | M. Fischer 3                               | Gols | Wang H., Zhang J. 2 | Centro Internacional de Natação Tokyo Tatsumi Árbitros: ITA Alessandro Severo RSA Dion Willis |

| 26 de julho de 2021 15:30 | Relatório | ROC                                        | 10–10 | Hungria              | Centro Internacional de Natação Tokyo Tatsumi Árbitros: FRA Sébastien Dervieux ESP Xevi Buch |
| 26 de julho de 2021 15:30 | Relatório | Pontuação por períodos: 1–2, 3–5, 3–1, 3–2 |       |                      | Centro Internacional de Natação Tokyo Tatsumi Árbitros: FRA Sébastien Dervieux ESP Xevi Buch |
| 26 de julho de 2021 15:30 | Relatório | Prokofyeva 4                               | Gols  | Leimeter, Szilágyi 2 | Centro Internacional de Natação Tokyo Tatsumi Árbitros: FRA Sébastien Dervieux ESP Xevi Buch |

| 28 de julho de 2021 14:00 | Relatório | Hungria                                    | 10–9 | Estados Unidos | Centro Internacional de Natação Tokyo Tatsumi Árbitros: CRO Nenad Periš ESP Xevi Buch |
| 28 de julho de 2021 14:00 | Relatório | Pontuação por períodos: 2–2, 3–3, 1–3, 4–1 |      |                | Centro Internacional de Natação Tokyo Tatsumi Árbitros: CRO Nenad Periš ESP Xevi Buch |
| 28 de julho de 2021 14:00 | Relatório | Parkes 3                                   | Gols | Musselman 3    | Centro Internacional de Natação Tokyo Tatsumi Árbitros: CRO Nenad Periš ESP Xevi Buch |

| 28 de julho de 2021 18:20 | Relatório | China                                      | 16–11 | Japão   | Centro Internacional de Natação Tokyo Tatsumi Árbitros: CAN Marie-Claude Deslières KAZ Viktor Salnichenko |
| 28 de julho de 2021 18:20 | Relatório | Pontuação por períodos: 5–2, 4–3, 4–6, 3–3 |       |         | Centro Internacional de Natação Tokyo Tatsumi Árbitros: CAN Marie-Claude Deslières KAZ Viktor Salnichenko |
| 28 de julho de 2021 18:20 | Relatório | Zhang J. 5                                 | Gols  | Arima 3 | Centro Internacional de Natação Tokyo Tatsumi Árbitros: CAN Marie-Claude Deslières KAZ Viktor Salnichenko |

| 30 de julho de 2021 15:30 | Relatório | Estados Unidos                             | 18–5 | ROC          | Centro Internacional de Natação Tokyo Tatsumi Árbitros: ITA Alessandro Severo ESP Xevi Buch |
| 30 de julho de 2021 15:30 | Relatório | Pontuação por períodos: 5–1, 4–2, 6–1, 3–1 |      |              | Centro Internacional de Natação Tokyo Tatsumi Árbitros: ITA Alessandro Severo ESP Xevi Buch |
| 30 de julho de 2021 15:30 | Relatório | Haralabidis, Steffens 4                    | Gols | Simanovich 2 | Centro Internacional de Natação Tokyo Tatsumi Árbitros: ITA Alessandro Severo ESP Xevi Buch |

| 30 de julho de 2021 18:20 | Relatório | Japão                                      | 13–17 | Hungria  | Centro Internacional de Natação Tokyo Tatsumi Árbitros: ROU Adrian Alexandrescu SRB Vojin Putniković |
| 30 de julho de 2021 18:20 | Relatório | Pontuação por períodos: 4–3, 3–4, 3–5, 3–5 |       |          | Centro Internacional de Natação Tokyo Tatsumi Árbitros: ROU Adrian Alexandrescu SRB Vojin Putniković |
| 30 de julho de 2021 18:20 | Relatório | Arima, Inaba 4                             | Gols  | Parkes 6 | Centro Internacional de Natação Tokyo Tatsumi Árbitros: ROU Adrian Alexandrescu SRB Vojin Putniković |

| 1 de agosto de 2021 14:00 | Relatório | Hungria                                    | 9–11 | China              | Centro Internacional de Natação Tokyo Tatsumi Árbitros: KAZ Viktor Salnichenko GER Frank Ohme |
| 1 de agosto de 2021 14:00 | Relatório | Pontuação por períodos: 1–4, 1–3, 2–1, 5–3 |      |                    | Centro Internacional de Natação Tokyo Tatsumi Árbitros: KAZ Viktor Salnichenko GER Frank Ohme |
| 1 de agosto de 2021 14:00 | Relatório | Gurisatti 4                                | Gols | quatro jogadoras 2 | Centro Internacional de Natação Tokyo Tatsumi Árbitros: KAZ Viktor Salnichenko GER Frank Ohme |

| 1 de agosto de 2021 18:20 | Relatório | ROC                                        | 20–16 | Japão   | Centro Internacional de Natação Tokyo Tatsumi Árbitros: CAN Marie-Claude Deslières RSA Dion Willis |
| 1 de agosto de 2021 18:20 | Relatório | Pontuação por períodos: 5–5, 7–3, 6–4, 2–4 |       |         | Centro Internacional de Natação Tokyo Tatsumi Árbitros: CAN Marie-Claude Deslières RSA Dion Willis |
| 1 de agosto de 2021 18:20 | Relatório | Serzhantova 4                              | Gols  | Arima 5 | Centro Internacional de Natação Tokyo Tatsumi Árbitros: CAN Marie-Claude Deslières RSA Dion Willis |

## Fase final
|  | Quartas de final | Quartas de final |             |     | Semifinal           | Semifinal           |  |  | Final       | Final |
|  |                  |                  |             |     |                     |                     |  |  |             |       |
|  | 3 de agosto      |                  |             |     |                     |                     |  |  |             |       |
|  |                  |                  |             |     |                     |                     |  |  |             |       |
|  | Espanha          | 11               |             |     |                     |                     |  |  |             |       |
|  | Espanha          | 11               | 5 de agosto |     |                     |                     |  |  |             |       |
|  | China            | 7                |             |     |                     |                     |  |  |             |       |
|  | China            | 7                | Espanha     | 8   |                     |                     |  |  |             |       |
|  | 3 de agosto      |                  | Espanha     | 8   |                     |                     |  |  |             |       |
|  |                  | Hungria          | 6           |     |                     |                     |  |  |             |       |
|  | Países Baixos    | Hungria          | 6           | 11  |                     |                     |  |  |             |       |
|  | Países Baixos    |                  | 7 de agosto | 11  |                     |                     |  |  |             |       |
|  | Hungria          | 14               |             |     |                     |                     |  |  |             |       |
|  | Hungria          | 14               | Espanha     | 5   |                     |                     |  |  |             |       |
|  | 3 de agosto      |                  | Espanha     | 5   |                     |                     |  |  |             |       |
|  |                  | Estados Unidos   | 14          |     |                     |                     |  |  |             |       |
|  | Austrália        | Estados Unidos   | 14          | 8   |                     |                     |  |  |             |       |
|  | Austrália        | 5 de agosto      |             | 8   |                     |                     |  |  |             |       |
|  | ROC              | 9                |             |     |                     |                     |  |  |             |       |
|  | ROC              | 9                | ROC         | 11  | Disputa pelo bronze | Disputa pelo bronze |  |  |             |       |
|  | 3 de agosto      |                  | ROC         | 11  | Disputa pelo bronze | Disputa pelo bronze |  |  |             |       |
|  |                  | Estados Unidos   | 15          |     |                     |                     |  |  |             |       |
|  | Canadá           | Estados Unidos   | 15          | 5   | Hungria             | 11                  |  |  |             |       |
|  | Canadá           |                  |             | 5   | Hungria             | 11                  |  |  |             |       |
|  | Estados Unidos   | 16               |             | ROC | 9                   |                     |  |  |             |       |
|  | Estados Unidos   | 16               |             |     | 9                   |                     |  |  |             |       |
|  |                  |                  |             |     |                     |                     |  |  | 7 de agosto |       |
|  |                  |                  |             |     |                     |                     |  |  |             |       |

|  | Classificação 5–8 | Classificação 5–8 |    |             | Disputa pelo 5º lugar | Disputa pelo 5º lugar |  |
|  |                   |                   |    |             |                       |                       |  |
|  | 5 de agosto       |                   |    |             |                       |                       |  |
|  | China             | 6                 |    |             |                       |                       |  |
|  | Países Baixos     | 13                |    |             |                       |                       |  |
|  |                   |                   |    |             |                       |                       |  |
|  |                   |                   |    |             | 7 de agosto           |                       |  |
|  |                   |                   |    |             | Países Baixos         | 7                     |  |
|  |                   | Austrália         | 14 |             |                       |                       |  |
|  |                   |                   |    |             |                       |                       |  |
|  |                   |                   |    |             |                       |                       |  |
|  |                   |                   |    |             | Disputa pelo 7º lugar |                       |  |
|  | 5 de agosto       | 5 de agosto       |    | 7 de agosto | 7 de agosto           |                       |  |
|  | Austrália (pen)   | 10 (4)            |    | China       | 7                     |                       |  |
|  | Canadá            | 10 (2)            |    |             | Canadá                | 16                    |  |

### Quartas de final
| 3 de agosto de 2021 14:00 | Relatório | Canadá                                     | 5–16 | Estados Unidos   | Centro Internacional de Natação Tokyo Tatsumi Árbitros: JPN Asumi Tsuzaki GRE Georgios Stavridis |
| 3 de agosto de 2021 14:00 | Relatório | Pontuação por períodos: 1–7, 2–4, 0–0, 2–5 |      |                  | Centro Internacional de Natação Tokyo Tatsumi Árbitros: JPN Asumi Tsuzaki GRE Georgios Stavridis |
| 3 de agosto de 2021 14:00 | Relatório | La Roche 2                                 | Gols | três jogadoras 3 | Centro Internacional de Natação Tokyo Tatsumi Árbitros: JPN Asumi Tsuzaki GRE Georgios Stavridis |

| 3 de agosto de 2021 15:30 | Relatório | Espanha                                    | 11–7 | China  | Centro Internacional de Natação Tokyo Tatsumi Árbitros: FRA Sébastien Dervieux USA Michael Goldenberg |
| 3 de agosto de 2021 15:30 | Relatório | Pontuação por períodos: 5–2, 4–3, 2–1, 0–1 |      |        | Centro Internacional de Natação Tokyo Tatsumi Árbitros: FRA Sébastien Dervieux USA Michael Goldenberg |
| 3 de agosto de 2021 15:30 | Relatório | Forca 4                                    | Gols | Deng 2 | Centro Internacional de Natação Tokyo Tatsumi Árbitros: FRA Sébastien Dervieux USA Michael Goldenberg |

| 3 de agosto de 2021 18:20 | Relatório | Países Baixos                              | 11–14 | Hungria    | Centro Internacional de Natação Tokyo Tatsumi Árbitros: CRO Nenad Periš ITA Alessandro Severo |
| 3 de agosto de 2021 18:20 | Relatório | Pontuação por períodos: 3–4, 4–4, 2–2, 2–4 |       |            | Centro Internacional de Natação Tokyo Tatsumi Árbitros: CRO Nenad Periš ITA Alessandro Severo |
| 3 de agosto de 2021 18:20 | Relatório | Van de Kraats 4                            | Gols  | Leimeter 4 | Centro Internacional de Natação Tokyo Tatsumi Árbitros: CRO Nenad Periš ITA Alessandro Severo |

| 3 de agosto de 2021 19:50 | Relatório | Austrália                                  | 8–9  | ROC              | Centro Internacional de Natação Tokyo Tatsumi Árbitros: ROU Adrian Alexandrescu ESP Xevi Buch |
| 3 de agosto de 2021 19:50 | Relatório | Pontuação por períodos: 2–4, 2–2, 2–2, 2–1 |      |                  | Centro Internacional de Natação Tokyo Tatsumi Árbitros: ROU Adrian Alexandrescu ESP Xevi Buch |
| 3 de agosto de 2021 19:50 | Relatório | Armit, Halligan 2                          | Gols | três jogadoras 2 | Centro Internacional de Natação Tokyo Tatsumi Árbitros: ROU Adrian Alexandrescu ESP Xevi Buch |

### Classificação 5º–8º lugar
| 5 de agosto de 2021 14:00 | Relatório | China                                      | 6–13 | Países Baixos | Centro Internacional de Natação Tokyo Tatsumi Árbitros: KAZ Viktor Salnichenko HUN György Kun |
| 5 de agosto de 2021 14:00 | Relatório | Pontuação por períodos: 0–1, 2–5, 1–2, 3–5 |      |               | Centro Internacional de Natação Tokyo Tatsumi Árbitros: KAZ Viktor Salnichenko HUN György Kun |
| 5 de agosto de 2021 14:00 | Relatório | Deng 2                                     | Gols | Keuning 5     | Centro Internacional de Natação Tokyo Tatsumi Árbitros: KAZ Viktor Salnichenko HUN György Kun |

| 5 de agosto de 2021 18:20 | Relatório | Austrália                                           | 10–10 | Canadá             | Centro Internacional de Natação Tokyo Tatsumi Árbitros: SUI Ursula Wengenroth ITA Alessandro Severo |
| 5 de agosto de 2021 18:20 | Relatório | Pontuação por períodos: 2–3, 3–2, 3–3, 2–2 PEN: 4–2 |       |                    | Centro Internacional de Natação Tokyo Tatsumi Árbitros: SUI Ursula Wengenroth ITA Alessandro Severo |
| 5 de agosto de 2021 18:20 | Relatório | Arancini 5                                          | Gols  | quatro jogadoras 2 | Centro Internacional de Natação Tokyo Tatsumi Árbitros: SUI Ursula Wengenroth ITA Alessandro Severo |

### Semifinal
| 5 de agosto de 2021 15:30 | Relatório | ROC                                        | 11–15 | Estados Unidos | Centro Internacional de Natação Tokyo Tatsumi Árbitros: MNE Stanko Ivanovski RSA Dion Willis |
| 5 de agosto de 2021 15:30 | Relatório | Pontuação por períodos: 3–2, 4–4, 2–5, 2–4 |       |                | Centro Internacional de Natação Tokyo Tatsumi Árbitros: MNE Stanko Ivanovski RSA Dion Willis |
| 5 de agosto de 2021 15:30 | Relatório | Bersneva 3                                 | Gols  | Musselman 5    | Centro Internacional de Natação Tokyo Tatsumi Árbitros: MNE Stanko Ivanovski RSA Dion Willis |

| 5 de agosto de 2021 19:50 | Relatório | Espanha                                    | 8–6  | Hungria    | Centro Internacional de Natação Tokyo Tatsumi Árbitros: CRO Nenad Periš SRB Vojin Putniković |
| 5 de agosto de 2021 19:50 | Relatório | Pontuação por períodos: 2–0, 3–2, 3–2, 0–2 |      |            | Centro Internacional de Natação Tokyo Tatsumi Árbitros: CRO Nenad Periš SRB Vojin Putniković |
| 5 de agosto de 2021 19:50 | Relatório | A. Espar 3                                 | Gols | Szilágyi 3 | Centro Internacional de Natação Tokyo Tatsumi Árbitros: CRO Nenad Periš SRB Vojin Putniković |

### Disputa pelo sétimo lugar
| 7 de agosto de 2021 9:30 | Relatório | China                                      | 7–16 | Canadá      | Centro Internacional de Natação Tokyo Tatsumi Árbitros: AUS Nicola Johnson JPN Asumi Tsuzaki |
| 7 de agosto de 2021 9:30 | Relatório | Pontuação por períodos: 3–4, 2–5, 1–4, 1–3 |      |             | Centro Internacional de Natação Tokyo Tatsumi Árbitros: AUS Nicola Johnson JPN Asumi Tsuzaki |
| 7 de agosto de 2021 9:30 | Relatório | Zhang J. 4                                 | Gols | Christmas 4 | Centro Internacional de Natação Tokyo Tatsumi Árbitros: AUS Nicola Johnson JPN Asumi Tsuzaki |

### Disputa pelo quinto lugar
| 7 de agosto de 2021 11:00 | Relatório | Países Baixos                              | 7–14 | Austrália | Centro Internacional de Natação Tokyo Tatsumi Árbitros: ESP Xevi Buch RSA Dion Willis |
| 7 de agosto de 2021 11:00 | Relatório | Pontuação por períodos: 1–5, 1–3, 2–3, 3–3 |      |           | Centro Internacional de Natação Tokyo Tatsumi Árbitros: ESP Xevi Buch RSA Dion Willis |
| 7 de agosto de 2021 11:00 | Relatório | Van de Kraats 3                            | Gols | Gofers 3  | Centro Internacional de Natação Tokyo Tatsumi Árbitros: ESP Xevi Buch RSA Dion Willis |

### Disputa pelo bronze
| 7 de agosto de 2021 13:40 | Relatório | Hungria                                    | 11–9 | ROC              | Centro Internacional de Natação Tokyo Tatsumi Árbitros: GRE Georgios Stavridis GER Frank Ohme |
| 7 de agosto de 2021 13:40 | Relatório | Pontuação por períodos: 2–2, 5–3, 0–3, 4–1 |      |                  | Centro Internacional de Natação Tokyo Tatsumi Árbitros: GRE Georgios Stavridis GER Frank Ohme |
| 7 de agosto de 2021 13:40 | Relatório | Vályi 3                                    | Gols | três jogadoras 2 | Centro Internacional de Natação Tokyo Tatsumi Árbitros: GRE Georgios Stavridis GER Frank Ohme |

### Final
| 7 de agosto de 2021 16:30 | Relatório | Espanha                                    | 5–14 | Estados Unidos | Centro Internacional de Natação Tokyo Tatsumi Árbitros: CRO Nenad Periš FRA Sébastien Dervieux |
| 7 de agosto de 2021 16:30 | Relatório | Pontuação por períodos: 1–4, 3–3, 0–5, 1–2 |      |                | Centro Internacional de Natação Tokyo Tatsumi Árbitros: CRO Nenad Periš FRA Sébastien Dervieux |
| 7 de agosto de 2021 16:30 | Relatório | García 2                                   | Gols | Musselman 3    | Centro Internacional de Natação Tokyo Tatsumi Árbitros: CRO Nenad Periš FRA Sébastien Dervieux |

## Classificação final
| Pos.              | Equipe             | Campanha (V–E–D) |
| ----------------- | ------------------ | ---------------- |
| Medalha de ouro   | USA Estados Unidos | 6–0–1            |
| Medalha de prata  | ESP Espanha        | 5–0–2            |
| Medalha de bronze | HUN Hungria        | 4–1–2            |
| 4                 | ROC                | 3–1–3            |
| 5                 | AUS Austrália      | 5–0–2            |
| 6                 | NED Países Baixos  | 4–0–3            |
| 7                 | CAN Canadá         | 2–0–5            |
| 8                 | CHN China          | 2–0–5            |
| 9                 | JPN Japão          | 0–0–4            |
| 10                | RSA África do Sul  | 0–0–4            |